# Scheuchzeria palustris
Famille
Genre
Espèce
Classification APG III (2009)
Scheuchzeria palustris est une espèce de petites plantes herbacées monocotylédones, pérennes, des zones marécageuses ou des tourbières des régions froides et tempérées de l'hémisphère nord. Elle ne se développe que dans la transition entre la tourbière humide et le milieu aquatique, en particulier dans les tourbières alimentées à la fois directement par l'eau de pluie (tourbières mineroteophes) et par l'eau d'infiltration (tourbières ombrotrophes)
C'est la seule espèce actuellement acceptée du genre Scheuchzeria. Celui-ci est le seul genre de la famille des Scheuchzeriaceae.
Scheuzeria palustris est une plante strictement protégée au niveau national en France (Annexe 1 de l'Arrêté du 20 janvier 1982).

## Étymologie
Le nom de la famille vient du genre Scheuchzeria lequel a été donné en l'honneur du naturaliste suisse Johann Jakob Scheuchzer (1672-1733) resté célèbre en Suisse pour ses contributions sur le milieu naturel de ce pays.

### Scheuchzeriaceae
- (en) Flora of North America : Scheuchzeriaceae
- (en) Madagascar Catalogue : Scheuchzeriaceae
- (en) Monocot Families (USDA) : Scheuchzeriaceae
- (en) World Checklist of Selected Plant Families (WCSP) : Scheuchzeriaceae
- (en) Angiosperm Phylogeny Website : Scheuchzeriaceae  (+ liste genres chez Kew Gardens)
- (en) DELTA Angio : Scheuchzeriaceae  Rudolphi
- (fr) Tela Botanica (France métro) : Scheuchzeriaceae
- (en) Paleobiology Database : Scheuchzeriaceae  Rudolphi
- (fr + en) ITIS : Scheuchzeriaceae
- (en) NCBI : Scheuchzeriaceae (taxons inclus)
- (en) GRIN : famille Scheuchzeriaceae  F. Rudolphi (+liste des genres contenant des synonymes)
- (en) Catalogue of Life : Scheuchzeriaceae (consulté le 11 décembre 2020)

### Scheuchzeria
- (en) Flora of North America : Scheuchzeria
- (en) Angiosperm Phylogeny Website : Scheuchzeria
- (en) Catalogue of Life : Scheuchzeria L. (consulté le 27 mars 2023)
- (fr) Tela Botanica (France métro) : Scheuchzeria
- (fr + en) ITIS : Scheuchzeria  L.
- (en) NCBI : Scheuchzeria (taxons inclus)
- (en) GRIN : genre Scheuchzeria  L. (+liste d'espèces contenant des synonymes)

### Scheuchzeria palustris
- (en) Flora of North America : Scheuchzeria palustris
- (en) Catalogue of Life : Scheuchzeria palustris L. (consulté le 15 décembre 2020)
- (fr) Tela Botanica (France métro) : Scheuchzeria palustris  L., 1753
- (fr + en) ITIS : Scheuchzeria palustris  L.
- (en) NCBI : Scheuchzeria palustris (taxons inclus)
- (en) GRIN : espèce Scheuchzeria palustris  L.